# Primera División Uruguaya 1983
Il campionato era formato da tredici squadre e il Nacional vinse il titolo.

## Classifica finale
| Pos. | Squadra              | G  | V  | N  | P  | GF | GS | Punti |
| ---- | -------------------- | -- | -- | -- | -- | -- | -- | ----- |
| 1    | Nacional             | 24 | 16 | 6  | 2  | 46 | 13 | 38    |
| 2    | Danubio              | 24 | 10 | 9  | 5  | 37 | 21 | 29    |
| 3    | Defensor             | 24 | 7  | 15 | 2  | 42 | 27 | 29    |
| 4    | Bella Vista          | 24 | 10 | 8  | 6  | 25 | 20 | 28    |
| 5    | Montevideo Wanderers | 24 | 7  | 11 | 6  | 28 | 27 | 25    |
| 6    | Progreso             | 24 | 6  | 12 | 6  | 27 | 32 | 24    |
| 7    | Peñarol              | 24 | 5  | 12 | 7  | 30 | 31 | 22    |
| 8    | Cerro                | 24 | 8  | 6  | 10 | 31 | 36 | 22    |
| 9    | Sud América          | 24 | 6  | 8  | 10 | 29 | 39 | 20    |
| 10   | Miramar Misiones     | 24 | 6  | 8  | 10 | 23 | 32 | 20    |
| 11   | Huracán Buceo        | 24 | 5  | 10 | 9  | 21 | 37 | 20    |
| 12   | Rampla Juniors       | 24 | 5  | 9  | 10 | 21 | 32 | 19    |
| 13   | River Plate          | 24 | 3  | 10 | 11 | 17 | 30 | 16    |

G = Partite giocate; V = Vittorie; N = Nulle/Pareggi; P = Perse; GF = Goal fatti; GS = Goal subiti; 

## Classifica marcatori
| Gol |  |  | Giocatore       | Squadra  |
| --- |  |  | --------------- | -------- |
| 13  |  |  | Arsenio Luzardo | Nacional |